# Рахманкулов, Шухрат
Шухрат Рахманкулов (узб. Shuhrat Rahmonqulov / Шуҳрат Рахмонқулов; 19 апреля 1971) — узбекистанский футболист, полузащитник, тренер. Играл за сборную Узбекистана.

## Биография
В советский период выступал во второй лиге за «Навбахор» (Наманган) и во второй низшей лиге за «Багдадчи» (Багдад).
После распада СССР перешёл в «Темирйулчи» (Коканд), провёл в его составе два с половиной сезона в высшей лиге Узбекистана и стал финалистом первого розыгрыша Кубка страны. В ходе сезона 1994 года перешёл в ташкентский МХСК, выступал за него 3,5 года, сыграв более 100 матчей. С армейским клубом становился чемпионом (1997), серебряным и бронзовым призёром чемпионата, финалистом Кубка Узбекистана. В начале 1998 года большинство игроков МХСК по финансовым причинам покинули клуб и Рахманкулов перешёл в «Навбахор», где выступал три сезона, дважды был бронзовым призёром чемпионата, в 1998 году также стал обладателем Кубка страны, а в 1999 году завоевал Суперкубок Узбекистана. В 1999 году занял второе место в голосовании за лучшего футболиста Узбекистана. В каждом из сезонов в составе «Навбахора» забивал более 10 голов.
С 2001 года сменил несколько клубов высшей лиги, но нигде не оставался более чем на сезон, в том числе «Пахтакор» (Ташкент), «Насаф» (Карши), «Дустлик» (Ташкентская область), «Коканд», «Локомотив» (Ташкент), «Самарканд-Динамо». С «Насафом» в 2001 году стал бронзовым призёром чемпионата.
Всего за карьеру забил 105 голов (по другим данным — 108) в высшей лиге Узбекистана. В зачёт Клуба Геннадия Красницкого забил 131 гол (по другим данным — 134).
8 мая 1996 года дебютировал в сборной Узбекистана в матче отборочного турнира Кубка Азии против Таджикистана (0:4). Свой первый гол забил 5 декабря 1998 года на Азиатских играх в ворота сборной Монголии (15:0). В составе национальной команды принял участие в Азиатских играх 1998 года (3 матча, 2 гола), где его команда дошла до четвертьфинала; а также в финальном турнире Кубка Азии 2000 года (1 матч), где сборная не смогла выйти из группы. Всего в 1996—2000 годах сыграл 18 матчей и забил 5 голов.
В 2010 году работал тренером «Пахтакора-2». По состоянию на 2013 год — директор спортивной школы «Пахтакора». Принимает участие в матчах ветеранов.

## Достижения
- Чемпион Узбекистана: 1997
- Серебряный призёр чемпионата Узбекистана: 1995
- Бронзовый призёр чемпионата Узбекистана: 1996, 1998, 1999, 2001
- Обладатель Кубка Узбекистана: 1998
- Финалист Кубка Узбекистана: 1992, 1995
- Обладатель Суперкубка Узбекистана: 1999